# Psychotria welwitschii
Psychotria welwitschii är en måreväxtart som först beskrevs av William Philip Hiern, och fick sitt nu gällande namn av Cornelis Eliza Bertus Bremekamp. Psychotria welwitschii ingår i släktet Psychotria och familjen måreväxter. Inga underarter finns listade i Catalogue of Life.